# Inoue Masasada
Inoue Masasada est un nom japonais traditionnel ; le nom de famille (ou le nom d'école), Inoue , précède donc le prénom (ou le nom d'artiste).
Inoue Masasada (井上正定, 1754-18 avril 1786) est un daimyō et officiel du shogunat Tokugawa au cours du milieu de l'époque d'Edo de l'histoire du Japon.

## Biographie
Inoue Masasada est le deuxième fils d'Inoue Masatsune, précédent daimyō du domaine de Hamamatsu. Il devient 7e chef de la branche Mikawa du clan Inoue et daimyō du domaine de Hamamatsu à la mort de son père en 1766. En 1769, il reçoit le rang de cour 5e inférieur et son titre de courtoisie (kokushi) est Kawachi-no-kami.
En 1774, Masasada intègre l'administration du shogunat Tokugawa en tant que sōshaban (maître des cérémonies), et devient jisha-bugyō le 11 mai 1781. 
Inoue Masasada est marié à une fille de Matsudaira Norisuke, daimyō du domaine de Yamagata, mais a aussi trois concubines. Il décède en 1786 à l'âge relativement jeune de 32 ans et son fils ainé, Inoue Masamoto, lui succède.

## Source
- (en) Cet article est partiellement ou en totalité issu de l’article de Wikipédia en anglais intitulé « Inoue Masasada » (voir la liste des auteurs).